# 西格瓦德·胡尔特克兰茨
西格瓦德·胡尔特克兰茨（瑞典語：Sigvard Hultcrantz，1888年5月22日—1955年3月4日），瑞典男子射击运动员。他曾代表瑞典参加1920年夏季奥林匹克运动会射击比赛，共获得二枚银牌。